# Vernon Shaw
Pour les articles homonymes, voir Shaw.
Vernon Shaw, né le 13 mai 1930 à Roseau et mort le 2 décembre 2013 dans la même ville, est un homme d'État dominiquais, président du Commonwealth de la Dominique de 1998 à 2003.